# Diadegma erythropus
Diadegma erythropus är en stekelart som först beskrevs av Hellen 1949.  Diadegma erythropus ingår i släktet Diadegma och familjen brokparasitsteklar. Inga underarter finns listade i Catalogue of Life.